# 藤子・F・不二雄のSF短編
- 藤子不二雄（読切） > 藤子・F・不二雄（著作） > 藤子・F・不二雄のSF短編
- 藤子不二雄 > アニメ > 藤子・F・不二雄のSF短編
- 藤子不二雄 > 実写 > 藤子・F・不二雄のSF短編

藤子・F・不二雄のSF短編（ふじこ エフ ふじおのエスエフたんぺん）は、漫画家・藤子・F・不二雄（藤本弘）が発表した短編漫画のうち、「SF短編」という語句を冠した単行本に収録された作品の総称。『異人アンドロ氏』以外はすべて「藤子不二雄」名義で発表された（1968年以降の作品はすべて藤本単独作）。
本項では、これらの漫画を収録した単行本の他、漫画を原作としたアニメ、ドラマ、舞台について扱う。
漫画作品の一覧は「藤子・F・不二雄のSF短編一覧」を参照。
藤本は、自分のSFについて「サイエンス・フィクションではなくて、「少し不思議な物語」のSとFなのです」と述べている。

## 概要
藤本は1960年代の終わり頃から1980年代の半ばまで、青年誌と少年誌を中心に精力的に短編漫画を発表した。その中には高いSF性を持った作品も多く、着眼点の面白さ、強烈なアイロニー、環境警告等の多様な内容を含んでおり、本格的なSF作家としての藤子不二雄の名を高める要因となった。
1979年から1988年にかけて、それらの作品が「SF短編」を冠した単行本に収録されたこともあり、藤子不二雄の1960年代末頃以降の短編漫画のうち藤本作の短編は「SF短編」と総称されることが多くなった（一方で安孫子素雄作の特定の短編は「ブラックユーモア短編」と称される）。
「藤子・F・不二雄のSF短編」と呼ばれるようになったのは、藤本が独立後2度目の改名を行った1989年からである。
なお、藤子不二雄はデビュー初期から複数のSF短編漫画を発表している（その一部は藤子・F・不二雄大全集『初期SF作品』等に収録）。
ドラマ、アニメ、舞台化
月曜ドラマランド枠で単発ドラマとして『赤毛のアン子』が、1988年には短期シリーズとして『夢カメラ』が『藤子不二雄の夢カメラ』としてドラマ化されている。いくつかの作品は1990年に「藤子・F・不二雄 SF（すこし・ふしぎ）短編シアター」のタイトルでOVA化、週刊ストーリーランドでテレビアニメ化され、2008年にはWOWOWで一部作品が藤子・F・不二雄のパラレル・スペースとして、2023年と2024年にはNHK BSで藤子・F・不二雄 SF短編ドラマとしてドラマ化された。藤子アニメの出演で馴染みの肝付兼太率いる「劇団21世紀FOX」によって舞台化もされた。

## SFは「少し不思議」
藤本の1968年以降の短編作品は、さまざまな名称で呼ばれている（少年向けの短編は「少年短編」「少年SF短編」、大人向けの短編は「異色短編」「異色SF短編」など）。その一方で、1987年頃からすべてを総称して「SF短編」と呼ぶことが多くなった。
1983年には、単行本『藤子不二雄 少年SF短編集』第1巻が発行されたが、その収録作品の中にはもともと「SF」と銘打たずに発表された作品も含まれている。藤本はカバーそでの文章にて、書名の「SF」の意味について以下のように説明している。
1987年に発行された『藤子不二雄 SF全短篇』（全3巻）では、1969年以降の藤本短編すべてを「SF短篇」という名称で一括りにしており、中にはSF（サイエンス・フィクション）要素が薄いもの、SF要素がまったくないものも含まれている。藤本は同書のまえがきにて、少年時代に「空想科学小説」と呼ばれていた頃からの「SF」への激しい思い入れを語ったうえで、自作について以下のように述べている。
さらに、1989年の単行本冒頭の文章では、藤本は描きたいものを描いてきた結果、いわゆる「SF」に近いものができあがったと語ったうえで、以下のように述べている。
これ以降も、藤本は自作を語る際に「少し不思議」という語句を頻繁に用いている。

## 影響
藤本は海外SF小説の熱心な愛読者だったため、その影響を受けた作品も多い。「ひとりぼっちの宇宙戦争」（1975年）では、フレドリック・ブラウン『闘技場』（1944年）と同状況が現代日本の少年の身に起きたとしたらどうなるかを描いている。
「流血鬼」（1978年）では、リチャード・マシスン『地球最後の男』（1954年）と同状況が現代日本の少年の身に起きたとしたらどうなるかを描いている（作中に「リチャード・マチスン博士」という人名が登場し、『地球最後の男』の影響下で描かれていることが示されている）。
藤本は大の映画好きでもあったため、映画の影響を受けた作品も多い。「ある日……」や「裏町裏通り名画館」は、発表当時に見た映画のパロディ的な内容を含んでいる。

## 作品
全収録を謳った『PERFECT版』は、1968年（昭和43年）に発表された「スーパーさん」から1995年（平成7年）に発表された「異人アンドロ氏」までの112タイトルを収録し、全112話をSF短編の総数としている。

## 単行本
SF短編を収録した単行本を発行名義で大別し、さらにレーベル毎にまとめた。特記のない限り、全て小学館からの発行。
書誌情報の詳細については#書誌情報、収録作品の詳細については藤子・F・不二雄のSF短編一覧をそれぞれ参照のこと。

### 単行本の概要
1977年から1987年にかけて刊行された『異色短編集』（ゴールデンコミックス、全6巻）を始めとして数度の単行本化が行われている。
全作品（112タイトル）の完全収録は2000年から2001年にかけて小学館より刊行されたPERFECT版（全8巻）が最初である。なおPERFECT版発刊にあたっては、各作品内における現在では不適切とされる表現（言葉）は無難な代替語に改変され、PERFECT版に収録された。
2009年より刊行された、藤本作品の網羅を目的とした漫画全集〈藤子・F・不二雄大全集〉では、第2期において「少年SF短編」全3巻が、第3期において「SF・異色短編」全4巻と「初期SF作品」単巻がそれぞれ刊行された。

### 藤子不二雄 名義
藤子不二雄名義で発行された初期の単行本。収録作品の重複はなく、いずれも初収録。
『異色短編集』〈ゴールデンコミックス〉 全6巻
1977年から1987年にかけて発売。『ビッグコミック』（小学館）および『S-Fマガジン』（早川書房）に掲載された作品を中心に、52話を収録。
朝日ソノラマ〈サンコミックス〉
『マンガ少年』（朝日ソノラマ）に掲載された作品を収録した単行本を2冊発売。
- 『藤子不二雄SF短編集 宇宙人』（1979年）6話収録
- 『藤子不二雄SF短編集 創世日記』（1980年）6話収録

双葉社〈アクション・コミックス〉
『週刊漫画アクション増刊』（双葉社）に掲載された作品を中心に収録した単行本を2冊発売。
- 『藤子不二雄SF傑作選 超兵器ガ壱號』（1982年）9話収録
- 『藤子不二雄SF短編傑作劇場 SFシアター』（1987年）11話収録

『藤子不二雄少年SF短編集』〈てんとう虫コミックス〉 全3巻
1983年から1985年にかけて発売。『週刊少年サンデー』（小学館）に掲載された作品を中心に、17話を収録。
『藤子不二雄 SF全短篇』 中央公論社〈中公愛蔵版〉 全3巻
1987年2月から1988年5月にかけて発売。藤子不二雄名義で発売された単行本に収録された全101話を再収録。またSF短編の他に「中年スーパーマン左江内氏」を3巻に収録している。初版から1988年の独立までは藤子不二雄名義。巻末の解説は1巻が筒井康隆、3巻は川又千秋が書いた（2巻はなし）。
いずれも書名は「藤子不二雄〜」だが、第3巻の作者表記のみ「藤子不二雄Ⓕ」。

### 藤子・F・不二雄 名義
1988年の独立後、藤子・F・不二雄で発行された単行本。一部に未収録作品の追加はあるが、いずれも藤子不二雄名義本収録作品の再収録が大部分を占める。
中央公論社〈藤子不二雄ランド〉
『少年SF短篇』 全6巻
1989年発売。『マンガ少年』および『週刊少年サンデー』を中心に少年誌に掲載された作品を収録。〈サンコミックス（以下SC）〉および〈てんとう虫コミックス（以下TC）〉に収録されていた29話に、『SFシアター』および〈ゴールデンコミックス（以下GC）〉に収録されていた各1話の31話を再収録。これに初収録となる「ベソとこたつと宇宙船」を加え計32話を収録している。
『異色SF短篇』 全3巻
1990年発売。〈GC〉収録作品から23話、『超兵器ガ壱號』収録作品から1話の計24話を再収録。
『藤子・F・不二雄 ［異色短編集］』〈小学館叢書〉 全3巻
1989年発売。〈GC〉に収録されていた52話を再収録。
『藤子・F・不二雄SF短篇集』 中央公論社〈中公文庫コミック版〉 全4巻
1994年発売。〈アクション・コミックス〉収録作品20話、〈SC〉収録の12話、『少年SF短篇』収録の「ベソとこたつと宇宙船」の計33話を再収録。
『藤子・F・不二雄［異色短編集］』〈小学館文庫〉 全4巻
1995年発売。〈GC〉の文庫版で、〈GC〉と同じ52話を再収録。
『藤子・F・不二雄少年SF短編集』〈小学館コロコロ文庫〉 全2巻
1996年から1994年にかけて発売。〈TC〉の文庫版で、〈TC〉と同じ17話を再収録。
小学館〈ビッグコミックス・スペシャル〉
『ビッグ作家 究極短編集 藤子・F・不二雄』
1997年に『ビッグコミック』掲載作家の短編選集シリーズの4冊目として発売。『ビッグコミック』掲載作品を中心に8話を再収録。
『ビッグコミック×藤子・F・不二雄 SF短編集』 全2巻
2009年発売。『ビッグコミック』およびその増刊に収録された全37話を再収録。
『藤子・F・不二雄SF短編PERFECT版』 全8巻
2000年から2001年にかけて発売。SF短編を年代順に完全収録。再収録となる102話に、これまで未収録となっていた10話（単行本収録時に大幅に改定されていた「絶滅の島」をオリジナルのサイレント版を含む）を加えた計112話を収録。
〈My First BIG〉
廉価版コンビニコミック。
〈藤子・F・不二雄大全集〉
藤子F作品の完全網羅を目指して2009年より刊行開始した全集。SF短編作品については雑誌掲載時のカラーを再現して収録している。ただし、同全集は生前に加筆がある作品については加筆後のものを完成形と見なして収録する方針のため、初出時はカラーであっても単行本収録時にモノクロでの加筆がある部分についてはモノクロでの収録となっている。
『少年SF短編』全3巻
2010年から開始された第2期での発行。『パーフェクト版』に収録された作品のうち、少年誌・少女誌に掲載された37話を再収録。ただし少年誌掲載作のうち「スタジオボロ物語」については、同全集の『オバケのQ太郎』への併録とされ、『少年SF短編』には収録されていない。
『SF・異色短編』全4巻
2011年から開始された第3期での発行。
〈藤子・F・不二雄SF短編コンプリート・ワークス〉　全10巻
2023年刊行。SF短編全111作品を「異色SF短編」（第1～6巻）と「少年SF短編」（第7～10巻）に分けて出版。愛蔵版（Ultimate Edition）仕様も同年に出版。

## 書誌情報

### 藤子不二雄 名義
- 『異色短編集』 小学館〈ゴールデンコミックス〉 全6巻
  1. 「ミノタウロスの皿」 1977年12月15日初版発行、ISBN 4-09-175011-7
  2. 「やすらぎの館」 1978年1月15日初版発行、ISBN 4-09-175012-5
  3. 「ウルトラスーパーデラックスマン」 1978年2月15日初版発行、ISBN 4-09-175013-3
  4. 「ノスタル爺」 1978年4月15日初版発行、ISBN 4-09-175014-1
  5. 「夢カメラ」 1982年8月15日初版発行、ISBN 4-09-175015-X
  6. 「鉄人をひろったよ」 1987年5月20日初版発行、ISBN 4-09-175016-8
- 朝日ソノラマ〈サンコミックス〉
  - 『藤子不二雄SF短編集 宇宙人』 1979年1月15日初版発行
  - 『藤子不二雄SF短編集 創世日記』 1980年6月30日初版発行
- 双葉社〈アクション・コミックス〉
  - 『藤子不二雄SF傑作選 超兵器ガ壱號』 1982年5月9日初版発行
  - 『藤子不二雄SF短編傑作劇場 SFシアター』 1987年11月28日初版発行
- 『藤子不二雄少年SF短編集』 小学館〈てんとう虫コミックス〉 全3巻
  1. 「ひとりぼっちの宇宙戦争」 1983年12月25日初版発行、ISBN 4-09-140701-3
  2. 「ポストの中の明日」 1984年7月25日初版発行、ISBN 4-09-140702-1
  3. 「宇宙船製造法」 1985年7月25日初版発行、ISBN 4-09-140703-X
- 『藤子不二雄 SF全短篇』 中央公論社〈中公愛蔵版〉 全3巻
  1. 「カンビュセスの籤」 1987年2月20日初版発行、ISBN 4-12-001549-1
  2. 「みどりの守り神」 1987年3月20日初版発行、ISBN 4-12-001557-2
  3. 「征地球論」 1988年5月25日初版発行、ISBN 4-12-001677-3　※第3巻は作者名のみ藤子不二雄Ⓕ表記。

### 藤子・F・不二雄 名義
- 中央公論社〈藤子不二雄ランド〉 [注 3]
  - 『少年SF短篇』 全6巻
    1. (223)「宇宙人」 1989年1月20日初版発行、ISBN 4-12-410223-2
    2. (227)「創世日記」 1989年2月17日初版発行、ISBN 4-12-410227-5
    3. (235)「マイロボット」 1989年4月21日初版発行、ISBN 4-12-410235-6
    4. (239)「おれ、夕子」 1989年5月19日初版発行、ISBN 4-12-410239-9
    5. (243)「恋人製造法」 1989年6月16日初版発行、ISBN 4-12-410243-7
    6. (247)「アン子大いに怒る」 1989年7月21日初版発行、ISBN 4-12-410247-X

  - 『異色SF短篇』 全3巻
    1. (292)「夢カメラ」 1990年9月3日初版発行、ISBN 4-12-410292-5
    2. (294)「あのバカは荒野をめざす」 1990年10月3日初版発行、ISBN 4-12-410294-1
    3. (296)「一千年後の再会」 1990年11月3日初版発行、ISBN 4-12-410296-8
- 『藤子・F・不二雄 ［異色短編集］』 小学館〈小学館叢書〉 全3巻
  1. 1989年10月10日初版発行、ISBN 4-09-197171-7
  2. 1989年11月10日初版発行、ISBN 4-09-197172-5
  3. 1989年12月10日初版発行、ISBN 4-09-197173-3
- 『藤子・F・不二雄SF短篇集』 中央公論社〈中公文庫コミック版〉 全4巻
  1. 「創世日記」 1994年09月18日初版発行、ISBN 412202148-0
  2. 「メフィスト惨歌」 1994年09月18日初版発行、ISBN 412202149-9
  3. 「超兵器ガ壱號」 1994年10月18日初版発行、ISBN 412202173-1
  4. 「ぼくは神様」 1994年10月18日初版発行、ISBN 412202174-X
- 『藤子・F・不二雄［異色短編集］』 小学館〈小学館文庫〉 全4巻
  1. 「ミノタウロスの皿」 1995年08月10日初版発行、ISBN 4-09-192061-6
  2. 「気楽に殺ろうよ」 1995年08月10日初版発行、ISBN 4-09-192062-4
  3. 「箱舟はいっぱい」 1995年08月10日初版発行、ISBN 4-09-192063-2
  4. 「パラレル同窓会」 1995年08月10日初版発行、ISBN 4-09-192064-0
- 『藤子・F・不二雄少年SF短編集』 小学館〈小学館コロコロ文庫〉 全2巻
  1. 「未来ドロボウ」1996年05月20日初版発行（4月26日発売[小 1]）、ISBN 4-09-194035-8
  2. 「絶滅の島」1996年05月20日初版発行（4月26日発売[小 2]）、ISBN 4-09-194036-6
- 小学館〈ビッグコミックス・スペシャル〉
  - 『ビッグ作家 究極短編集 藤子・F・不二雄』1997年12月1日初版発行、ISBN 4-09-183884-7
  - 『ビッグコミック×藤子・F・不二雄 SF短編集』 全2巻
    - 上巻 2009年4月4日初版発行（3月30日発売[小 3]）、ISBN 978-4-09-182534-6
    - 下巻 2009年4月4日初版発行（3月30日発売[小 4]）、ISBN 978-4-09-182535-3
- 『藤子・F・不二雄SF短編PERFECT版』 小学館 全8巻
  1. 「ミノタウロスの皿」2000年8月20日初版発行（7月25日発売[小 5]）、ISBN 4-09-176201-8
  2. 「定年退食」2000年9月20日初版発行（8月25日発売[小 6]）、ISBN 4-09-176202-6
  3. 「俺と俺と俺」2000年10月20日初版発行（9月25日発売[小 7]）、ISBN 4-09-176203-4
  4. 「未来ドロボウ」2000年11月20日初版発行（10月25日発売[小 8]）、ISBN 4-09-176204-2
  5. 「メフィスト惨歌」2000年12月20日初版発行（11月24日発売[小 9]）、ISBN 4-09-176205-0
  6. 「パラレル同窓会」2001年1月20日初版発行（前年12月21日発売[小 10]）、ISBN 4-09-176206-9
  7. 「タイムカメラ」2001年2月20日初版発行（1月25日発売[小 11]）、ISBN 4-09-176207-7
  8. 「鉄人をひろったよ」2001年3月20日初版発行（2月24日発売[小 12]）、ISBN 4-09-176208-5
- 小学館〈藤子・F・不二雄大全集〉A5判 [注 3]
  - 『少年SF短編』 全3巻
    1. (074) 2010年9月29日初版第一刷発行（9月24日発売[小 13]）、ISBN 978-4-09-143439-5
    2. (075) 2011年4月30日初版第一刷発行（4月25日発売[小 14]）、ISBN 978-4-09-143458-6
    3. (075) 2011年7月30日初版第一刷発行（7月25日発売[小 15]）、ISBN 978-4-09-143467-8

  - 『SF・異色短編』 全4巻[3]
    1. 2011年10月25日発売[4]
    2. 2011年12月22日発売[4]
    3. 2012年4月25日発売[4]
    4. 2012年7月25日発売[4]

## アニメ

### OVA
『藤子・F・不二雄のSF（すこし・ふしぎ）短編シアター』として1990年3月から1991年10月に小学館ビデオからOVAとして全6巻発売。以下の11話がアニメ化されている。制作会社はスタジオぎゃろっぷ・マジックバス・アニメーション21。藤子Fのアニメとしては唯一のOVAシリーズであり、ステレオ収録となっている。
| 巻数 | 各話タイトル                       | アニメーション制作 | （総監督） 監督       | 脚本              | 絵コンテ          | 演出     | 作画監督          |
| ---- | ---------------------------------- | ------------------ | --------------------- | ----------------- | ----------------- | -------- | ----------------- |
| 1    | 宇宙船製造法                       | スタジオぎゃろっぷ | 望月智充              | 雪室俊一          | 望月智充          | -        | 後藤真砂子        |
| 1    | ひとりぼっちの宇宙戦争             | スタジオぎゃろっぷ | 高本宣弘              | 小山真弓          | 高本宣弘          | -        | 山内昇寿郎        |
| 2    | ポストの中の明日                   | マジックバス       | 出﨑哲                | 今泉俊昭          | 古橋一浩          | 山口頼房 | 清水恵蔵          |
| 2    | ニューイヤー星調査行               | マジックバス       | 出﨑哲                | 今泉俊昭          | 加瀬充子 向後知一 | 山口頼房 | 清水恵蔵          |
| 3    | ミノタウロスの皿                   | スタジオぎゃろっぷ | 望月智充              | 雪室俊一          | 望月智充          | -        | 山内昇寿郎        |
| 3    | ウルトラ・スーパー・デラックスマン | スタジオぎゃろっぷ | 高本宣弘              | 雪室俊一          | 高本宣弘          | -        | 山内昇寿郎        |
| 4    | みどりの守り神                     | マジックバス       | 出崎哲                | 今泉俊昭          | 滝沢敏文          | 向後知一 | 清水恵蔵          |
| 4    | 絶滅の島                           | マジックバス       | 出崎哲                | 今泉俊昭          | 冨永恒雄          | 冨永恒雄 | 清水恵蔵          |
| 5    | おれ、夕子                         | スタジオぎゃろっぷ | 望月智充              | 辻真先            | 望月智充          | -        | 後藤真砂子        |
| 5    | 幸運児                             | スタジオぎゃろっぷ | 尾鷲英俊              | 辻真先            | 加玖良朗          | -        | 尾鷲英俊          |
| 6    | カンビュセスの籤                   | アニメーション21   | （笹川ひろし） 香川豊 | 金子成人 吉田理世 | 香川豊            | -        | 橋本とよ子 鈴木満 |

### 週刊ストーリーランド
下記2編がシンエイ動画制作により『週刊ストーリーランド』で放送された。日本テレビ系で藤子アニメが放送されたのは『T・Pぼん』以来となる。未ビデオソフト化。
| 放送日         | 各話タイトル | 制作         | 制作協力             | 絵コンテ   | 演出       | 作画監督 |
| -------------- | ------------ | ------------ | -------------------- | ---------- | ---------- | -------- |
| 2000年 1月27日 | 絶滅の島     | シンエイ動画 | ベガエンタテイメント | やすみ哲夫 | やすみ哲夫 | 丸山宏一 |
| 2001年 8月16日 | 流血鬼       | シンエイ動画 | ベガエンタテイメント | 牛草健     | 牛草健     | 丸山宏一 |

### 藤子・F・不二雄ミュージアム
藤子・F・不二雄ミュージアム内施設「Fシアター」にて、『宇宙からのおとし玉』を原案とした『ドラえもん&SF短編「宇宙（そら）からのオトシダマ」』が2023年2月9日より上映。監督・脚本・絵コンテ・演出は高橋敦史。イメージボード・キービジュアル、劇中登場のひみつ道具デザインをイラストレーターのヒョーゴノスケが担当した。

## ドラマ

### 藤子・F・不二雄のパラレル・スペース
2008年10月31日よりWOWOWミッドナイト・ドラマ枠にて『藤子・F・不二雄のパラレル・スペース』として以下の作品がドラマ化された。
- 値ぶみカメラ
- あいつのタイムマシン
- ボノム〜底抜けさん〜
- かわい子くん
- 征地球論
- ボクラ共和国

### 藤子・F・不二雄SF短編ドラマ
2023年4月と6月、『藤子・F・不二雄SF短編ドラマ』として10作品のSF短編漫画が実写化され、NHK BSプレミアム・BS4Kで放送。15分×12回。2024年4月から5月にはシーズン2がNHK BSプレミアム4KおよびNHK BSにて放送。2025年3月にシーズン3がNHK BSプレミアム4Kにて放送予定。
第1期
- おれ、夕子
- メフィスト惨歌
- 定年退食
- テレパ椎
- 昨日のおれは今日の敵
- 親子とりかえばや
- 流血鬼
- 箱舟はいっぱい
- どことなくなんとなく
- イヤなイヤなイヤな奴

第2期
- 鉄人をひろったよ
- マイシェルター
- アン子 大いに怒る
- 3万3千平米
- あいつのタイムマシン
- じじぬき
- 旅人還る
- いけにえ

第3期
- 換身
- タイムマシンを作ろう
- 俺と俺と俺
- ミラクルマン
- みどりの守り神
- 宇宙（そら）からのオトシダマ
- オヤジ・ロック
- 異人アンドロ氏
- マイロボット
- 分岐点
- ユメカゲロウ

## 舞台
劇団21世紀FOXで複数回短編を原作にした作品が舞台化されている。
- 1989年 『SUKOSHI FUSHIGI もの語り』（北村想作。単行本化[12]）オムニバス作品。原作は「オヤジ・ロック」・「コロリころげた木の根っ子」・「三万三千平米」・「定年退食」・「あのバカは荒野をめざす」・「夢カメラ」・「カンビュセスの籤」・「流血鬼」。「コロリころげた木の根っ子」部分で内海賢二、「三万三千平米」部分でキートン山田が客演しており、「流血鬼」部分では劇団員の山口勝平が主役を演じた。また戯曲本には実際には舞台化されなかった『世界名作童話』部分の脚本も収録されている。
- 1994年 『SUKOSHI FUSHIGI もの語り・Ⅱ〜あたらしき 緑の日々〜』 北村想作
- 2001年 「新世紀SFトライアングル」として3作品が作られた。
  - 『2001-』 小林大祐（演劇制作体V-NET）構成脚色・演出、たてかべ和也・一城みゆ希らが客演。原作は「光陰」、「間引き」、「宇宙人」、「カンビュセスの籤」。
  - 『デュナミスボックス〜可能性の匣〜』 EMI (RELAX) 脚色・演出、RELAX主宰の戸部公爾らが客演。原案は「殺され屋」、「イヤなイヤなイヤな奴」、「アン子　大いに怒る」、「ノスタル爺」、「あのバカは荒野を目指す」、「流血鬼」。
  - 『F・f・-エフ-』 北村想作。原作は「休日のガンマン」、「定年退食」、「気楽に殺ろうよ」、「幸運児」。
- 『SUKOSHI FUSHIGI もの語り』以外の作品には劇団21世紀FOX主宰の肝付兼太自身も出演している。

## 関連作品

### 藤子不二雄の初期SF短編
- 旋風都市
- 宇宙鉱脈
- お化け退治

### 藤子不二雄のSF長編
- UTOPIA 最後の世界大戦
- ロケットくん（安孫子担当作）
- 星の子カロル（藤本担当合作）

### Web
書誌情報の参考とした。
- “国立国会図書館 NDL-OPAC”. 国立国会図書館-National Diet Library.  国立国会図書館. 2010年8月14日閲覧。
- “藤子・F・不二雄作品データベース”. からつぶ - archive.today（2013年1月4日アーカイブ分） (2010年7月23日). 2010年8月14日閲覧。
- 服部ともあき (2010年8月2日). “藤子不二雄全集”. エンドアの湖. 2010年8月14日閲覧。
- 川路 康裕 (2007年1月5日). “藤子不二雄GALLERY”. 2010年8月14日閲覧。